# 9418 Mayumi
9418 Mayumi eller 1995 WX5 är en asteroid i huvudbältet som upptäcktes den 18 november 1995 av de båda japanska astronomerna Naoto Satō och Takeshi Urata vid Chichibu-observatoriet. Den är uppkallad efter Naoto Satōs fru, Mayumi Satō.
Asteroiden har en diameter på ungefär 3 kilometer.